# .pr
.prは国別コードトップレベルドメイン（ccTLD）の一つで、アメリカ合衆国の保護領・プエルトリコに割り当てられている。
Gauss Research Laboratoryが登録の業務を行っている。彼らはccNSOとICANNの合意や、IDNsやccNSOのワーキンググループでの最近の活動に基づき、運営を行っている。
組織のウェブサイトdomains.prは、既にIPv6、エニーキャスト、DNSSECに対応している。

## ドメインとサブドメイン
- .pr - 商業用、専門家用、個人用、企業用、広告用等（第二レベルドメインの維持には年間1000ドルを要する。）
- .biz.pr - 商業用
- .com.pr - 企業用だが、限定されていない。
- .edu.pr - プエルトリコ内の教育機関用
- .gov.pr - プエルトリコ政府機関用
- .info.pr - ウェブサイト情報用
- .isla.pr - プエルトリコ居住者用
- .name.pr - 個人用
- .net.pr - ネットワーク関連用だが、限定されていない。
- .org.pr - 組織用だが、限定されていない。
- .pro.pr - 専門家用
- .est.pr - 大学生用 www.est.pr
- .prof.pr - 大学教授用 www.prof.pr
- .ac.pr - 学術用 www.ac.pr